# 飞火流星 (足球)

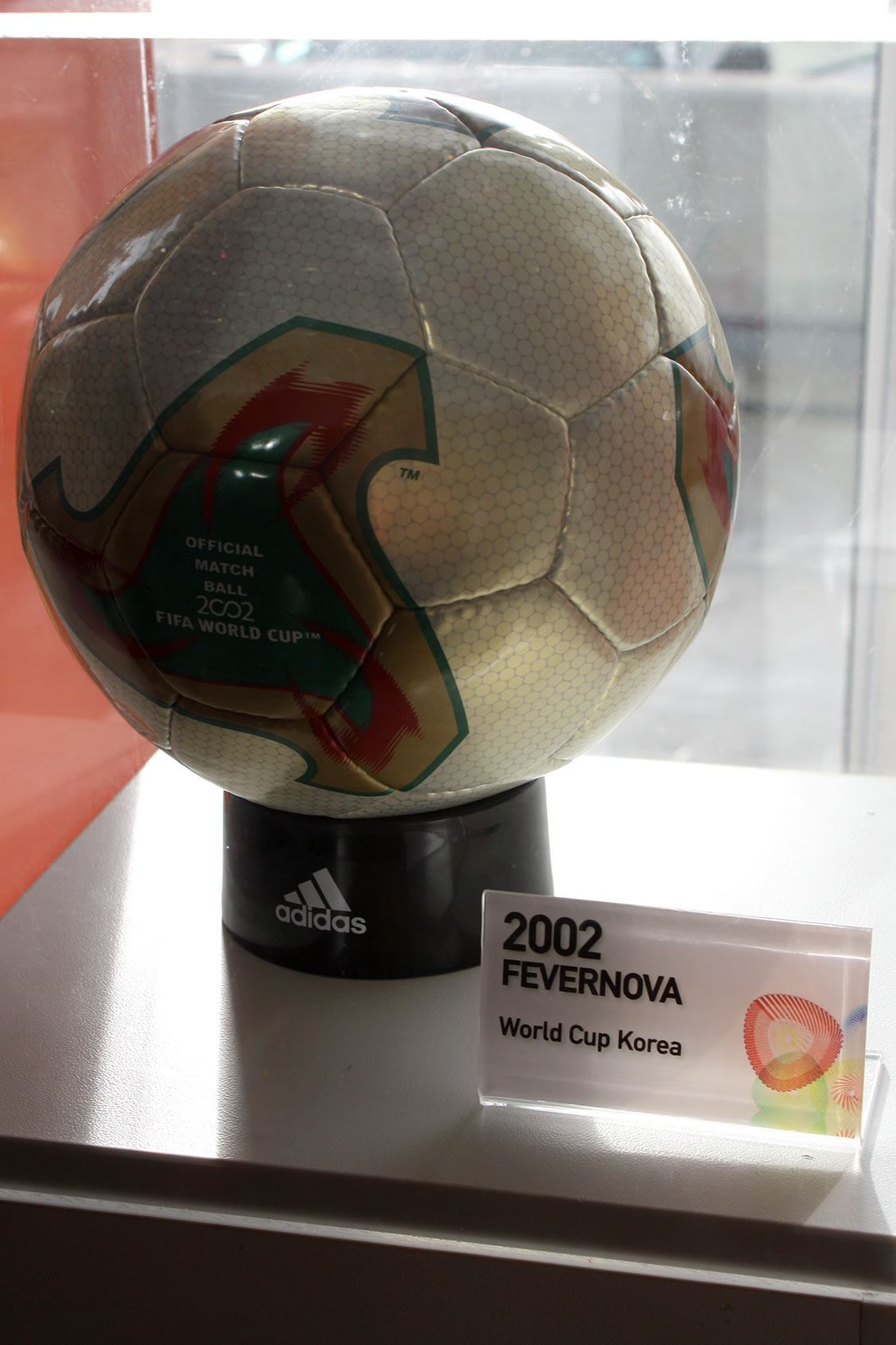
飞火流星

飞火流星（英語：Fevernova）是在韩国和日本举办的2002年世界杯足球赛的官方指定使用足球。该足球是由Adidas公司生产。

## 足球特征
该足球是由12个正五边形和20个正六边形组成的截角二十面體足球。但该足球的设计是仿照了1978年世界杯足球赛的官方使用足球（Tango）的传统风格，并制作出后续之作的更加色彩丰富版本的足球设计。
这个设计的最大特徴是足球的表面出现了突破常规的设计。外观设计上有现代亚洲文化的元素。其中，金色的部分是日本和韓国两国之间为了举办的世界杯而作出努力的能量；红色的部分指的是两个国家之间的经济发展动力；火焰和4个带有黑色的曲折三角形指的是两国之间的平衡发展产业形象。
另外，该足球的不同特征的是足球表皮的材料基质使用了复合泡沫塑料的小型充满压缩性气体的技术性注射。从而强化了该足球的可控性、运行的精准度和弹性。

## 相关项目
- FIFA世界杯
- 1998年世界杯专用足球：Tricolore
- Soccerball World web page: Technical and Design Information （页面存档备份，存于）

| 前任： 三色球 | 世界盃官方指定比賽用球 2002 | 繼任： 团队之星 |